# Boogie On Reggae Woman
«Boogie On Reggae Woman» es una canción escrita por el músico estadounidense Stevie Wonder para su álbum de 1974, Fulfillingness' First Finale. A pesar del título de la canción, su estilo es funk/R&B y no boogie, ni tampoco reggae.

## Rendimiento comercial
La canción fue un éxito comercial, alcanzando el puesto #12 en el Reino Unido durante 8 semanas. Mientras que alcanzó el número 1 en el Billboard Hot R&B/Hip-Hop Songs de los Estados Unidos. La revista Billboard posicionó a la canción en el #26 de la lista de los  Hot 100 singles of 1975.

## Recepción de la crítica
Ed Hogan de AllMusic dijo que, «"Boogie On Reggae Woman" era ligera y fina, exhibiendo un ritmo contemporáneo». La revista Billboard escribió que la canción tiene un «ritmo irresistible», una «melodía infecciosa» y un «toque caribeño».

## Créditos
Créditos adaptados desde las notas del álbum.
- Stevie Wonder – voz principal, piano Rhodes, armónica, batería, sintetizador Moog
- Rocky Dzidzornu – congas

## Posicionamiento
| Gráficas (1974)                                  | Pico de posición |
| ------------------------------------------------ | ---------------- |
| Australia (Kent Music Report)                    | 71               |
| Canadá (RPM Top Singles)                         | 8                |
| Reino Unido (UK Singles Chart)                   | 12               |
| Estados Unidos (Billboard Hot 100)               | 3                |
| Estados Unidos (Billboard Hot R&B/Hip-Hop Songs) | 1                |